# Arcangelo Tiziani
Arcangelo Tiziani (Forno di Zoldo, 9 gennaio 1907 – Forno di Zoldo, 22 marzo 1959) è stato un operaio italiano.

## Biografia

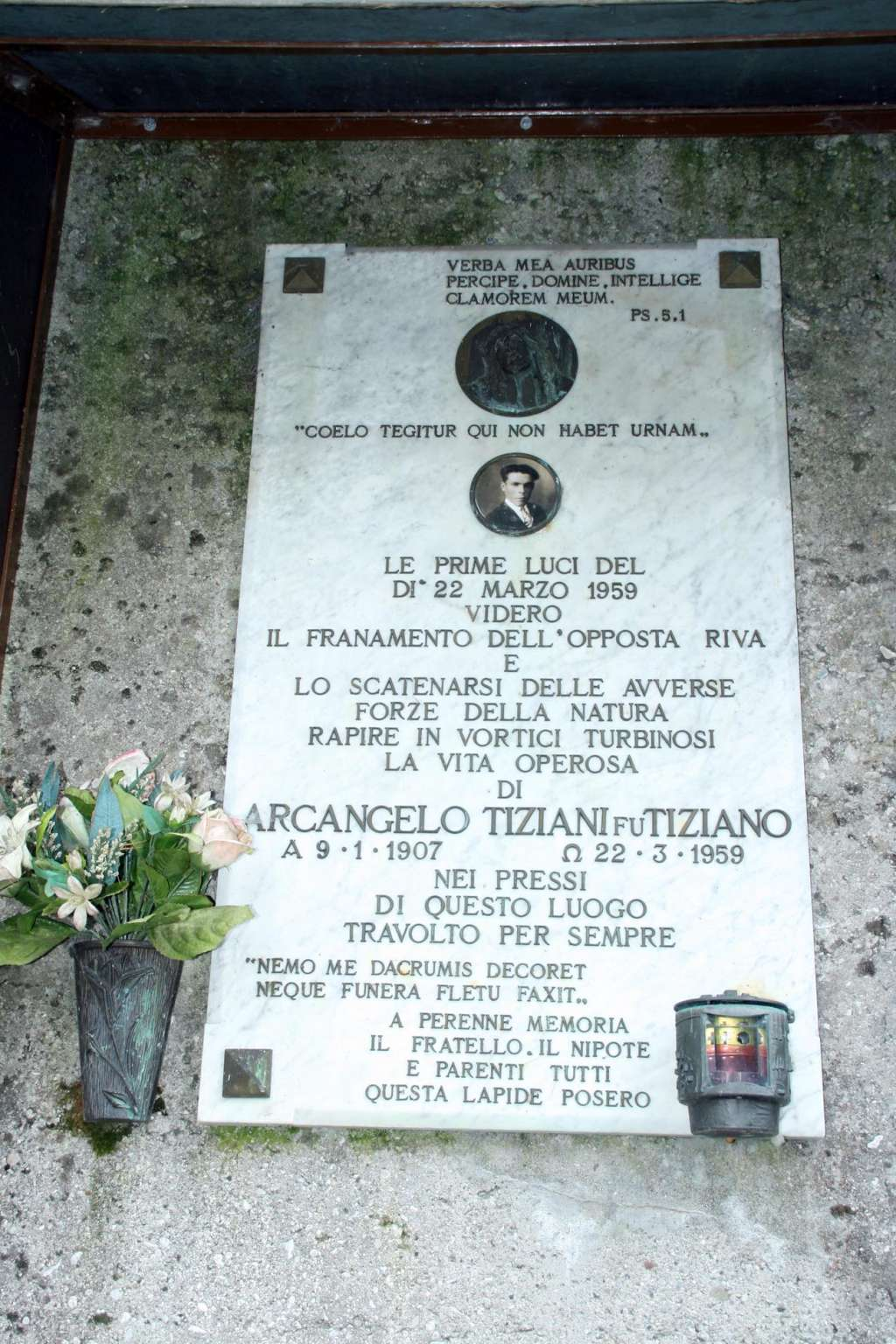
La lapide alla diga

Figlio di Tiziano Tiziani, trascorse tutta la vita a Forno di Zoldo, Belluno. Era un operaio invalido, di professione carpentiere, nell'impresa di costruzioni Cargnel, impegnata nella costruzione della centrale idroelettrica in caverna sottostante alla diga di Pontesei, sul torrente Maè, nel comune natale.
Per le festività di Pasqua l'impresa sospese i lavori e chiuse il cantiere. Verso le 7.00 del mattino del 22 marzo 1959, Domenica delle palme, lui era in servizio come sorvegliante delle attrezzature e del cantiere della centrale in costruzione, situata a valle della diga, e si stava recando da Forno di Zoldo al cantiere, usando una bicicletta con un pedale adattato, essendo menomato a una gamba. Gli ordini erano che, se avesse notato qualsiasi anomalia, doveva dare subito l'allarme.
Visto che la strada statale 251 era stata chiusa già alle 6.00 del mattino dalle guardie forestali per i movimenti della frana, che avevano danneggiato la sede stradale, per raggiungere il cantiere doveva percorrere la stradina di servizio sulla destra del bacino artificiale, di fronte alla frana, per poi attraversare il coronamento pedonale della diga e congiungersi alla strada statale sulla sponda opposta. Da lì scendeva verso Longarone, per poi arrivare alla originaria strada statale, che lo avrebbe portato al suo cantiere sotto la diga.
Stava percorrendo il sentiero quando sorpassò l'ingegnere Camillo Linari e il geometra Marinello in servizio alla SADE, che si trovavano lì per poter osservare meglio i movimenti della frana, quando all'improvviso la frana di tre milioni di metri cubi di roccia si staccò dai monti Castellin e Spiz, precipitando nell'invaso, 13 metri sotto il livello di massimo carico. 
Mentre i due tecnici, essendosi resi conto del pericolo, fuggirono risalendo velocemente il versante, lui non riuscì, anche per via della sua zoppia, a mettersi in salvo, finendo travolto dall'onda, alta in quel punto 6 o 7 metri, che lo trascinò sul fondo del lago. L'invaso venne successivamente svuotato per permettere al soccorso alpino della Val Zoldana di recuperare il suo corpo, ma questo, così come la sua bicicletta, non fu mai più trovato.
Il 5 gennaio 1962 il sostituto procuratore della Repubblica a Belluno, Marino Vernier, pubblicò la prima dichiarazione di morte presunta, invitando chiunque avesse notizie sullo scomparso a comunicarle al tribunale di Belluno entro sei mesi dalla seconda pubblicazione. A perenne memoria del suo sacrificio, il fratello, il nipote e tutti i parenti hanno voluto porre una lapide in quel punto preciso.

## Nei media

### Fumetti
- Vajont: storia di una diga, Francesco Niccolini (sceneggiatura), Duccio Boscoli (disegni), Padova, BeccoGiallo, 2018, ISBN 9788833140421, OCLC 1090201035.